# Európai vasutak listája

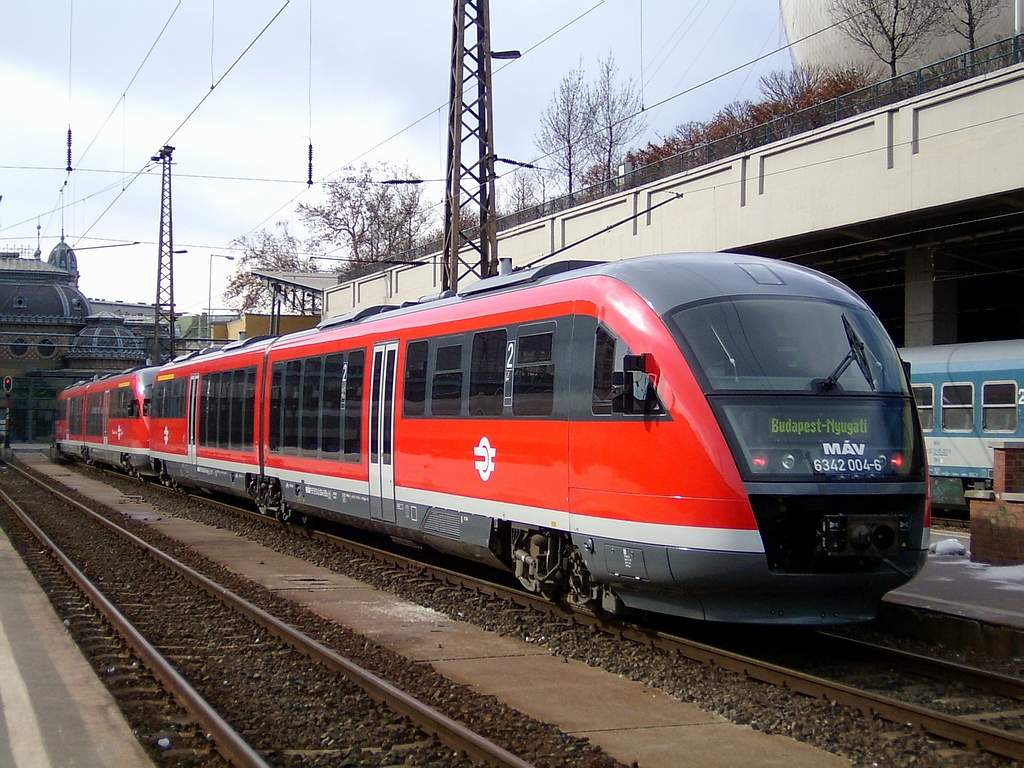
Magyar Államvasutak

## Nemzeti (állami) vasutak

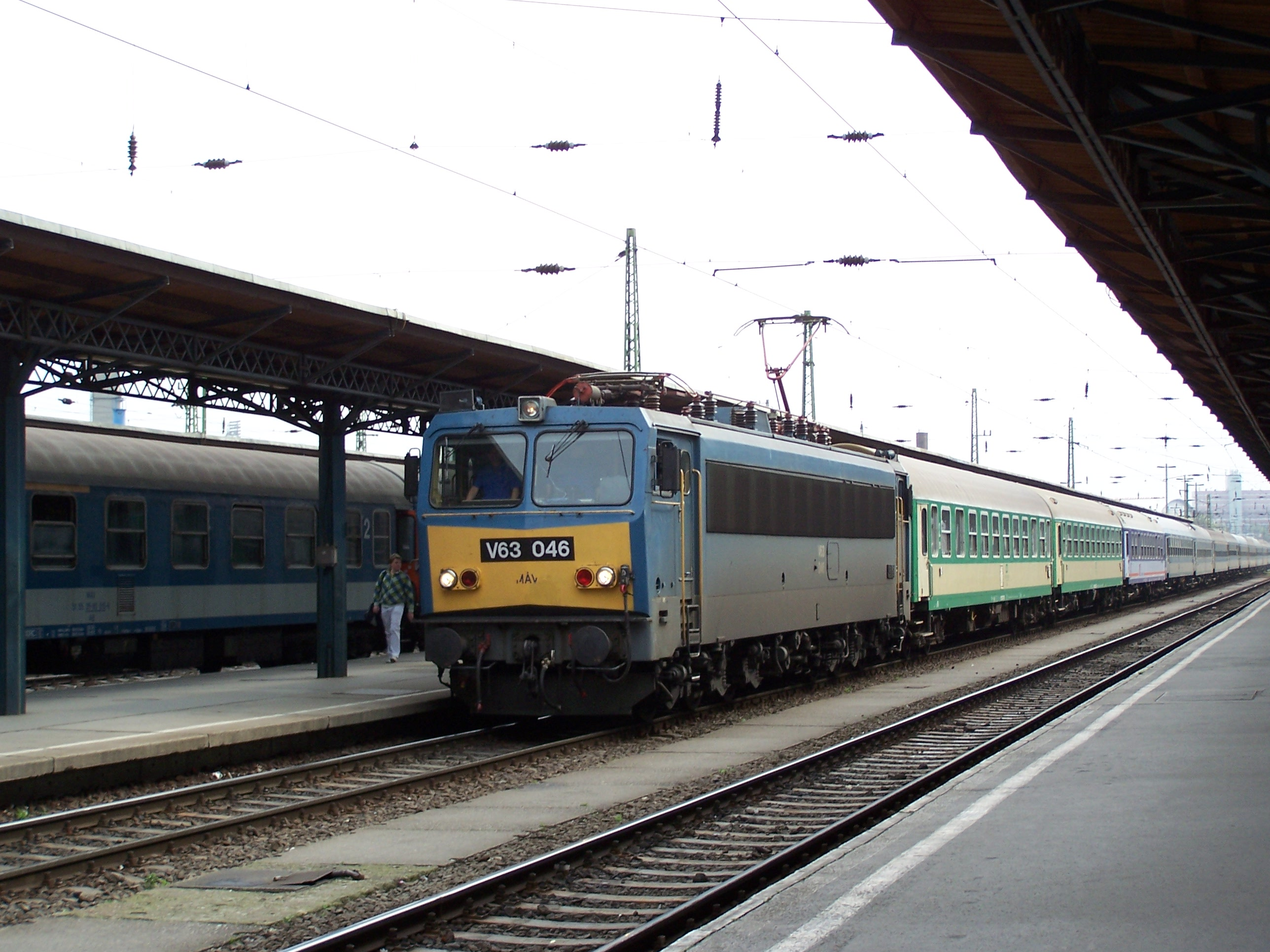
Magyar Államvasutak

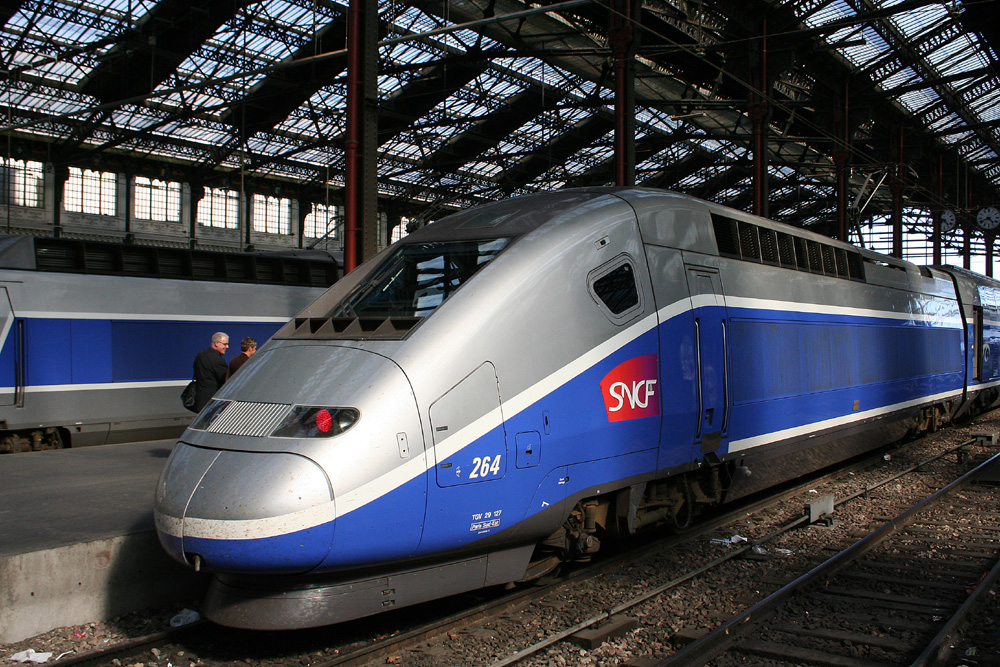
SNCF

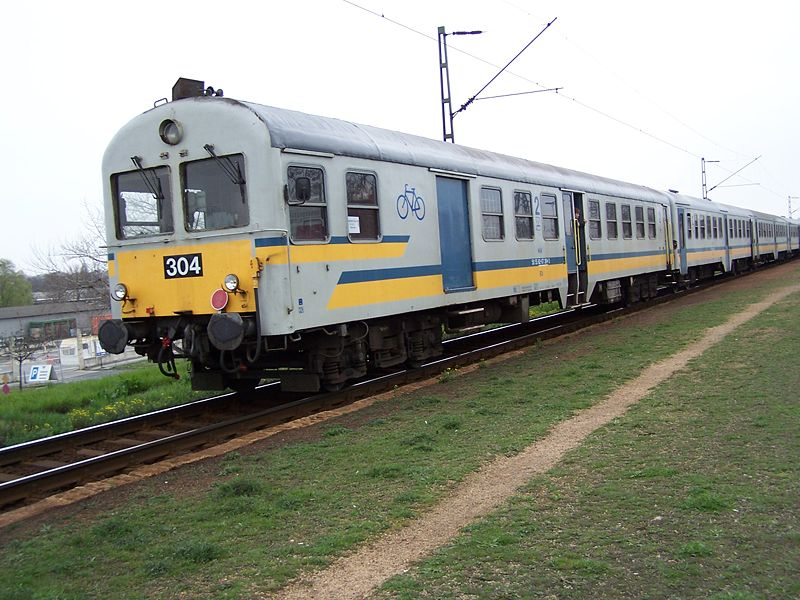
Magyar Államvasutak

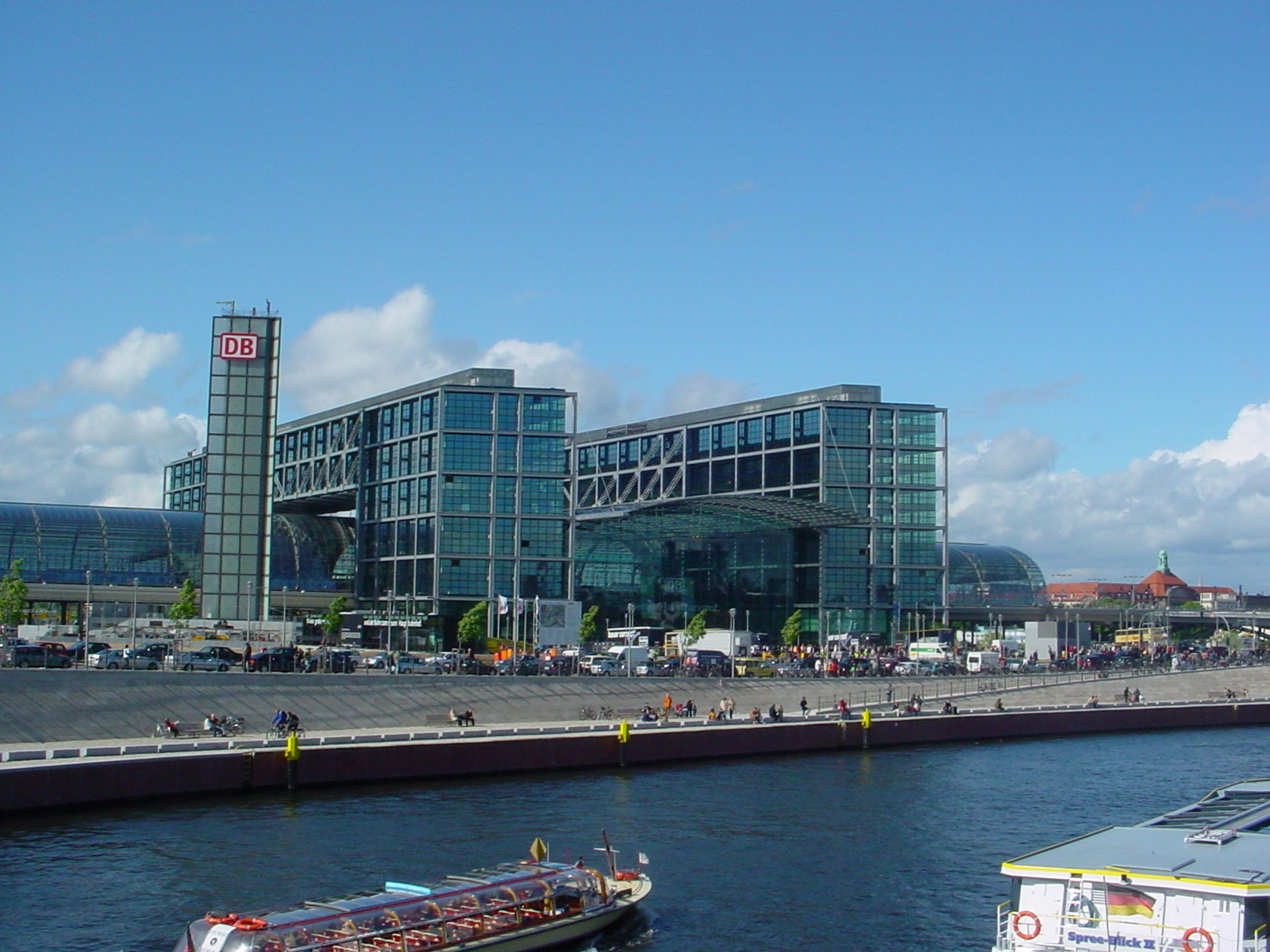
A berlini főpályaudvar (Deutsche Bahn)

| NSB SJ AB VR РЖД LDz BR NS SNCB CFL DSB SNCF DB ČD PKP ÖBB ŽSSK MÁV SŽ HŽ CFR BDZ OSE FS RENFE TCDD CP |

| Ország             | Vasúttársaság |
| ------------------ | --- |
| Albánia            | Hekurudha e Shqiperise (HSH) |
| Ausztria           | Österreichische Bundesbahnen (ÖBB) |
| Azerbajdzsán       | Azerbaycan Dövlet Demir Yolu (ADDY) |
| Belgium            | Société Nationale des Chemins de fer Belges / Nationale Maatschappij der Belgische Spoorwegen (SNCB/NMBS)                                  |
| Bulgária           | Български държавни железници (Balgarszki darzsavni zseleznici) (БДЖ – BDZs)                                                                |
| Ciprus             | Cyprus Government Railway (CGR) |
| Csehország         | České Dráhy (ČD) |
| Dánia              | Danske Statsbaner (DSB) |
| Egyesült Királyság | British Rail (BR) |
| Észtország         | Eesti Raudtee (EVR) |
| Fehéroroszország   | Белорусская железная дорога (Bjelarusszkájá Zsjeljeznájá Dárogá) (БЖД-BZsD)                                                                |
| Finnország         | Valtion Rautatiet (VR) |
| Franciaország      | Société Nationale des Chemins de fer Français (SNCF)                                                                                       |
| Görögország        | Οργανισμός Σιδηροδρόμων Ελλάδος (ΟΣΕ) (Orgániszmósz Szidirodrómon Elládosz) (OSzE)                                                         |
| Grúzia             | საქართველოს რკინიგზა (Sakartvelos Ocinigza) (სრ – SO)                                                                                      |
| Hollandia          | Nederlandse Spoorwegen (NS) |
| Horvátország       | Hrvatske željeznice (HŽ) |
| Írország           | Iarnród Éireann (IÉ) |
| Koszovó            | Hekurudhat e Kosovës (HK) |
| Lengyelország      | Polskie Koleje Państwowe (PKP) |
| Lettország         | Latvijas dzelzceļš (LDZ) |
| Liechtenstein      | Zahnradbahn Honau–Lichtenstein (ZHB) |
| Litvánia           | Lietuvos Geležinkeliai (LG) |
| Luxemburg          | Société Nationale des Chemins de Fer Luxembourgeois (CFL)                                                                                  |
| Macedónia          | Македонски Железници (Makedonszki Zseleznici)(МЖ – MŻ)                                                                                     |
| Magyarország       | Magyar Államvasutak (MÁV) |
| Moldova            | Железная дорога Молдовы (Zsjeljeznájá Dárogá Máldovi) (ЖДМ – ŻDM)                                                                          |
| Monaco             | Monaco-Monte Carlo Metro |
| Montenegró         | Željeznica Crne Gore (ŽCG) |
| Németország        | Deutsche Bahn (DB) |
| Norvégia           | Norges Statsbaner (NSB) |
| Olaszország        | Ferrovie dello Stato (FS) |
| Olaszország        | Trenitalia |
| Oroszország        | Российские Железные Дороги (Rosszijszkije Zsjeljeznije Dárogi) (РЖД – RŻD)                                                                 |
| Örményország       | Հայկական Երկաթուղի փբը(ՀԵ) (Hájkákán Jerkatyuhi) (HJe)                                                                                     |
| Portugália         | Comboios de Portugal (CP) |
| Románia            | Căile Ferate Române (CFR) |
| San Marino         | Ferrovia Rimini-San Marino (SFVET) |
| Spanyolország      | Red Nacional de los Ferrocarriles Españoles (RENFE)                                                                                        |
| Svájc              | Schweizerische Bundesbahnen (SBB)-Chemins de fer fédéraux suisses (CFF)-Ferrovie Federali svizzere (FFS)- Viafiers federalas svizras (VFS) |
| Svédország         | Statens Järnvägar (SJ) |
| Szerbia            | Železnice Srbije (ŽS) |
| Szlovákia          | Železničná spoločnosť Slovensko a.s. (ŽSSK)                                                                                                |
| Szlovénia          | Slovenske železnice (SŽ) |
| Törökország        | Türkiye Cumhuriyeti Devlet Demiryolları (TCDD)                                                                                             |
| Ukrajna            | Українскі залізниці (Ukrajinszki Záliznici) (УЗ – UZ)                                                                                      |
| Vatikán            | Ferrovie dello Vaticano |

## Regionális vasutak

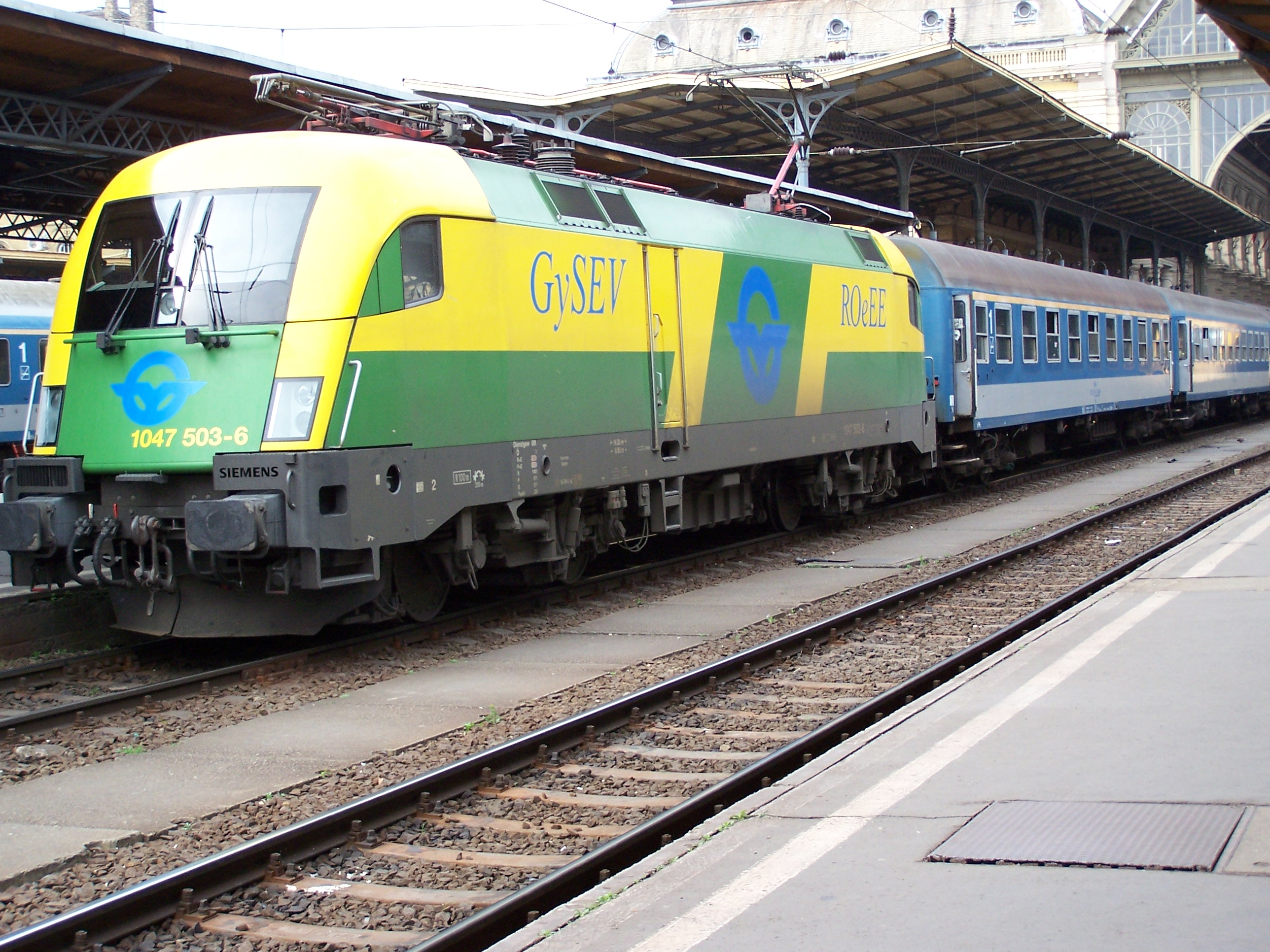
Magyar-osztrák magánvasút GYSEV-ROeEE

- Győr-Sopron-Ebenfurti Vasút (GYSEV) – Raab-Oedenburg-Ebenfurter Eisenbahn (ROeEE)
- Graz-Köflacher Eisenbahn (GKB)
- Salzburger Lokalbahn (SLB)
- Steiermärkische Landesbahnen (STLB)
- Zillertalbahn (ZB)
- NH-TRANS, a.s.
- Viamont a.s.
- Železniční společnost Tanvald
- Plzeňská dráha
- Železnici Desná (ŽD)
- Bratislavská regionálna koľajová spoločnosť, a. s.

(BRKS) – Preßburgerbahn
- Loko Trans s.r.o. Šurany
- Nordjyske Jernbaner
- De sjællandske Statsbaner
- DSB Intercity
- DSB Regio
- DSB S Tog
- DSB Gods
- Arriva Denmark (AD)
- Hovedstadens Lokalbaner A/S HL (Infrastrukturbetreiber für Lokalbanen A/S)
- Lokalbanen A/S
- Gribskovbanen GDS
- Hillerød-Kagerup-Gilleleje
- Hillerød-Kagerup-Tisvildeleje
- Frederiksværkbanen HFHJ Hillerød-Frederiksværk-Hundested Jernbane
- Hornbækbanen HHGB
- Helsingør-Hornbæk-Gilleleje Jernbane
- LilleNord LN
- Lyngby-Nærum Jernbane LNJ
- Østbanen ØSJS Østsjællandske Jernbaneselskab
- Lemvigbanen VLTJ Vemb-Lemvig-Thyborøn Jernbane
- Lollandsbanen LJ
- Nordjyske Jernbaner NJ
- Odderbanen HHJ Hads-Ning Herreders Jernbane
- Vestsjællands Lokalbaner A/S VL
- Vestbanen VNJ Varde-Nørre Nebel Jernbane
- English, Welsh and Scottish Railway (EWS)
- Great Western Railway (GWR)
- London, Midland and Scottish Railway (LMS)
- London and North Eastern Railway (LNER)
- London and North Western Railway (LNWR)
- Midland and Great Northern Joint Railway
- Southern Railway (SR)
- Virgin Trains (VT)
- Great North Eastern Railway
- Northern Ireland Railways
- Eurostar
- PKP Intercity sp. z o.o.
- PKP Przewozy Regionalne sp. z o.o.
- Koleje Nadwiślańskie
- Kolej Maczki-Bór (MB)
- KWK Bogdanka
- PCC Rail
- Arriva
- Connex Koleje Polskie
- Hohenzollerische Landesbahn AG (HzL)
- Vogtlandbahn (VB)
- Ferrovia regionale del Lazio (FR)
- Ferrovia Circumetnea (FCE)
- Ferrovie Nord Milano (FNM)
- Ferrovia Alta Valtellina (FAV)
- Ferrovia Valle Seriana (FVS)
- Società Nazionale Ferrovie e Tramvie (Brescia Iseo Edolo)
- Ferrovia Valle Brembana
- Ferrovia Mantova Peschiera
- Ferrovia Intra Omegna (SAVTE)
- Ferrovie Reggiane (CCFR)
- Ferrovie Modenesi
- Ferrovie Padane
- Ferrovia Parma Suzzara
- Ferrovia Suzzara Ferrara (FSF)
- Ferrovia Casalecchio Vignola (FCV)
- Ferrovia Torino Ceres (FTC)
- Ferrovia Canavesana
- Ferrovie Elettriche Biellesi
- Ferrovia Rezzato Vobarno
- Ferrovia Piacenza Bettola (SIFT)
- Ferrovia Lana Postal
- Ferrovia Transatesina - Bolzano Caldaro
- Ferrovia Bribano Agordo
- Ferrovia Udine Cividale (FUC)
- Ferrovia Adria Mestre
- Ferrovia Centrale Umbra
- Ferrovia Siena-Buonconvento-Monte Antico
- Ferrovia Sangritana
- Ferrovie siciliane
- Ferrovie del Sud Est
- La Ferroviaria Italiana
- Ferrovie del Gargano
- Ferrovie del Nord Barese
- Ferrovia Alifana
- Ferrovia Cumana
- Ferrovia Benevento-Cancello
- Ferrovia Avellino-Rocchetta Sant'Antonio
- Ferrovie Appulo-Lucane
- Ferrovia Genova Casella
- Ferrovia Domodossola-Locarno
- Ferrovia delle Dolomiti
- Ferrovia Cogne Acquefredde
- Ferrovia Stresa Mottarone
- Ferrovia Intra Premeno
- Ferrovia Trento-Malè
- Ferrovia della Val di Fiemme
- Ferrovia del Renon
- Ferrovia Alto Pistoiese
- Ferrovia Roma Fiuggi Alatri Frosinone
- Ferrovia Spoleto Norcia
- Ferrovia Circumvesuviana
- Ferrovie Calabro Lucane
- Ferrovia Circumetnea
- Strade Ferrate Secondarie della Sardegna
- Ferrovie Complementari Sarde
- Ferrovie Meridionali Sarde
- Strade Ferrate Sarde
- Ferrovie della Sardegna
- Ferrovia Siracusa Ragusa Vizzini
- Ferrovia Basso Sebino
- Ferrovia Val d'Orcia
- Ferrovia Valmorea
- Ferrovie Alta Velocità
- Canfranero
- Cercanías
- El ferrocarril de la Minero Siderurgica de Ponferrada (MSP)
- Ferrocarril Santander-Mediterráneo
- Ferrocarril Vasco-Asturiano
- Ferrocarril de La Robla
- Ferrocarril de Langreo
- Ferrocarril del Almanzora
- La línea de ferrocarril Baeza-Utiel
- Metro de Palma de Mallorca
- Ferrocarriles Secundarios de Castilla
- Tren Camino de Santiago
- Trenet de la Marina
- Alta Velocidad Española (LAV)
- Ferrocarril suburbano de Carabanchel
- Ferrocarrils de la Generalitat de Catalunya (FGC)
- Regionalverkehr Bern-Solothurn (RBS)
- Appenzeller Bahnen (AB)
- Glacier-Express (GE)
- Rhätische Bahn (RB)
- GoldenPass Line (GPL)
- Wilhelm Tell Express (WTE)
- The Martigny and Régions SA
- Voralpen Express (VAE)
- La Ferrovia delle Centovalli – Die Centovallibahn
- Bern-Lötschberg-Simplon Bahn (BLS)
- Jungfraubahnen
- Matterhorn-Gotthard-Bahn (MGB)
- Gornergrat Bahn (GB)
- Sad Trasporto Locale S.p.a.
- Montreux - Berner Oberland - Bahn (MOB)
- Chemins de fer du Jura – Jurabahnen (CJ-JB)
- Transports Publics du Chablais (TPC)
- Appenzeller Bahnen (AB)
- Die Zentralbahn (ZB)
- Schwäbische Alb-Bahn
- CISALPINO AG
- Società Subalpina Imprese Ferroviarie S.p.A. (SSIF)
- Bergkvist Svets & Mek Järnväg AB (BSMJ)
- Sydvästen AB (SV)
- Tågkompaniet AB (TK)

## Regionális személyszállító és teher- (cargo) vasutak

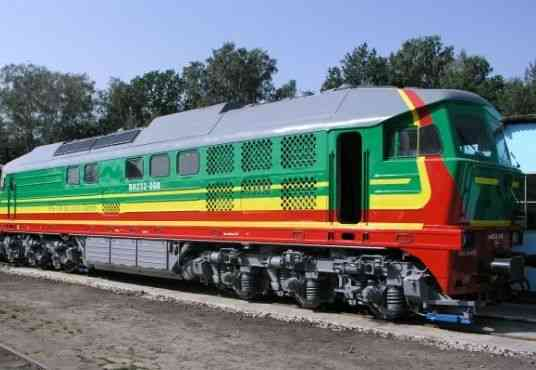
A Przedsiębiorstwo Transportu Kolejowego Holding SA Zabrze lengyel magánvasút BR232 típusú mozdonya

- Przedsiębiorstwo Transportu Kolejowego i Gospodarki Kamieniem S.A. w Rybniku (PTK)
- Przedsiębiorstwo Transportu Kolejowego i Gospodarki Kamieniem Holding S.A. w Zabrzu (PTK)
- Connex Polska sp. z o.o
- KP Szczakowa S.A.
- KP Kotlarnia S.A.
- KP Kuźnica Warężyńska S.A.
- PKN Orlen
- KOLEJ NZGTK
- Magyar Magánvasút Zrt. (MMV)
- CER Vasúti Zrt
- Train Hungary Magánvasút Kft
- MÁV-Hajdú Vasútépítő Kft.
- Mátrai Erőmű Zrt.

## Helyiérdekű és városi vasutak
- Linzer Lokalbahn (LLB)

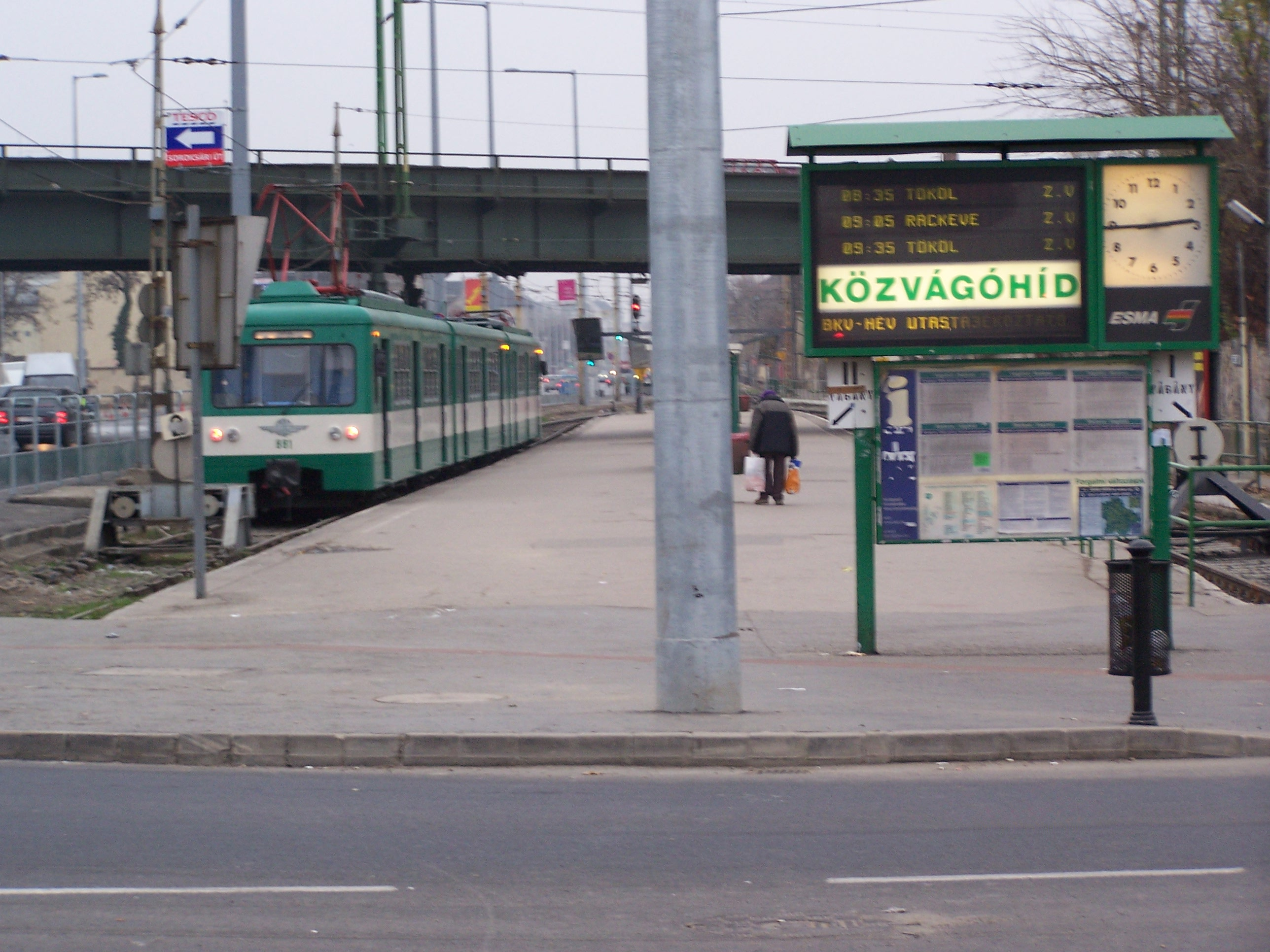
Budapesti Helyiérdekű Vasút BHÉV

- Insbrucker Verkehrsbetriebe (IVB)
- Wiener Lokalbahnen AG (WLB)
- PKP WKD sp. z o.o
- PKP SKM sp. z o.o
- Fertővidéki Helyiérdekű Vasút
- Budapesti Közlekedési Vállalat (Budapesti fogaskerekű vasút, Budapesti metró, HÉV)
- Karlsruher Verkehrsverbund (KVV)
- Ferrovia Roma Viterbo
- Ferrovia Roma Ostia Lido

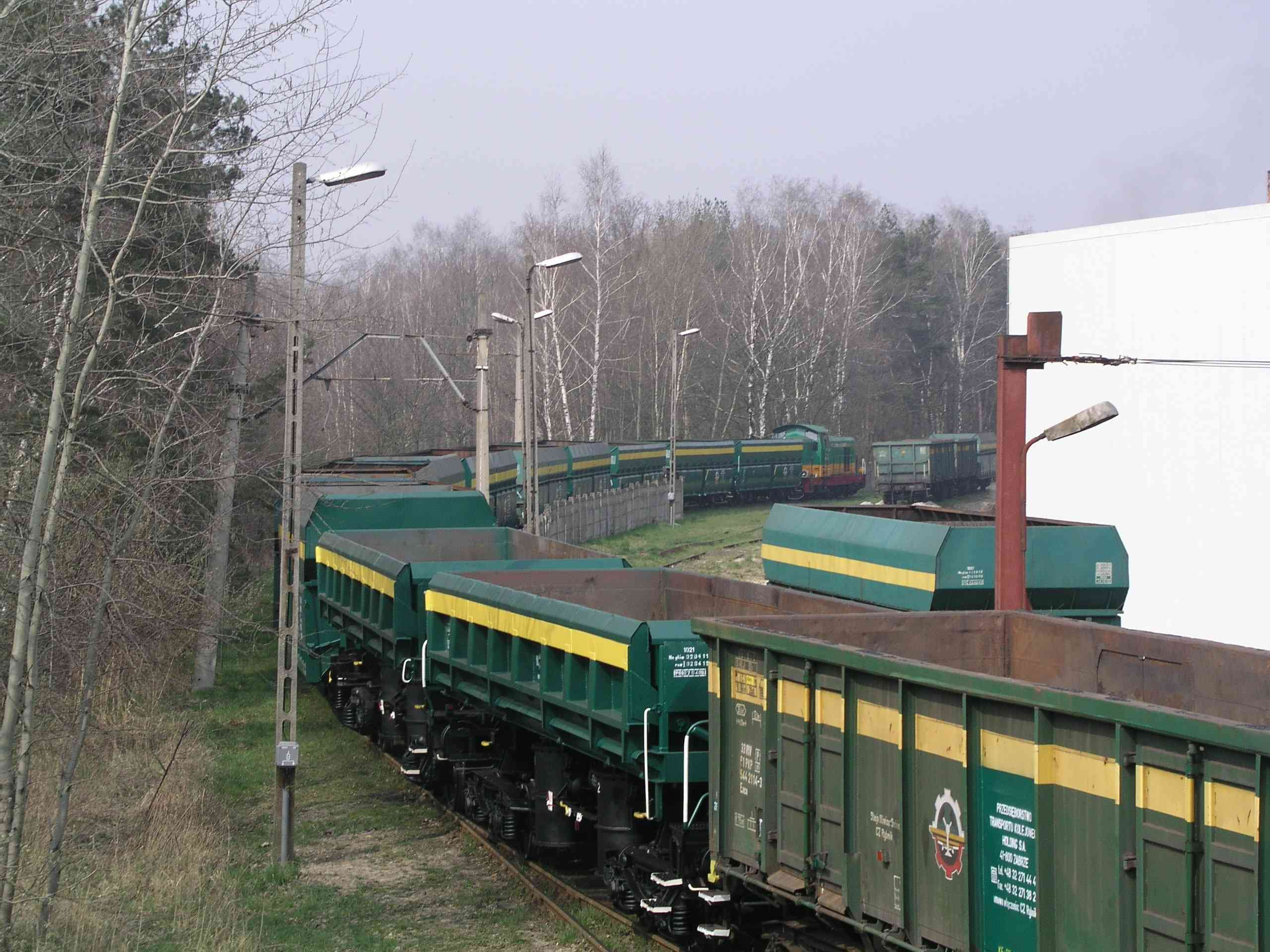
Lengyel magánvasút Przedsiębiorstwo Transportu Kolejowego Holding SA Zabrze

- Metro de Madrid
- Metro de Barcelona
- Metro de Granada
- Metro de Málaga
- Metro de Santander
- Metro de Sevilla

## Áruszállító (cargo) vasutak
- Rail Cargo Austria
- PKP CARGO SA
- PKP LHS sp. z o.o.
- Przedsiębiorstwo Transportu Kolejowego
- MÁV Cargo Zrt.
- Railion Deutschland AG
- Železnična spoločnost' Cargo Slovakia (ZSCS)

## Infrastrukturális vasutak

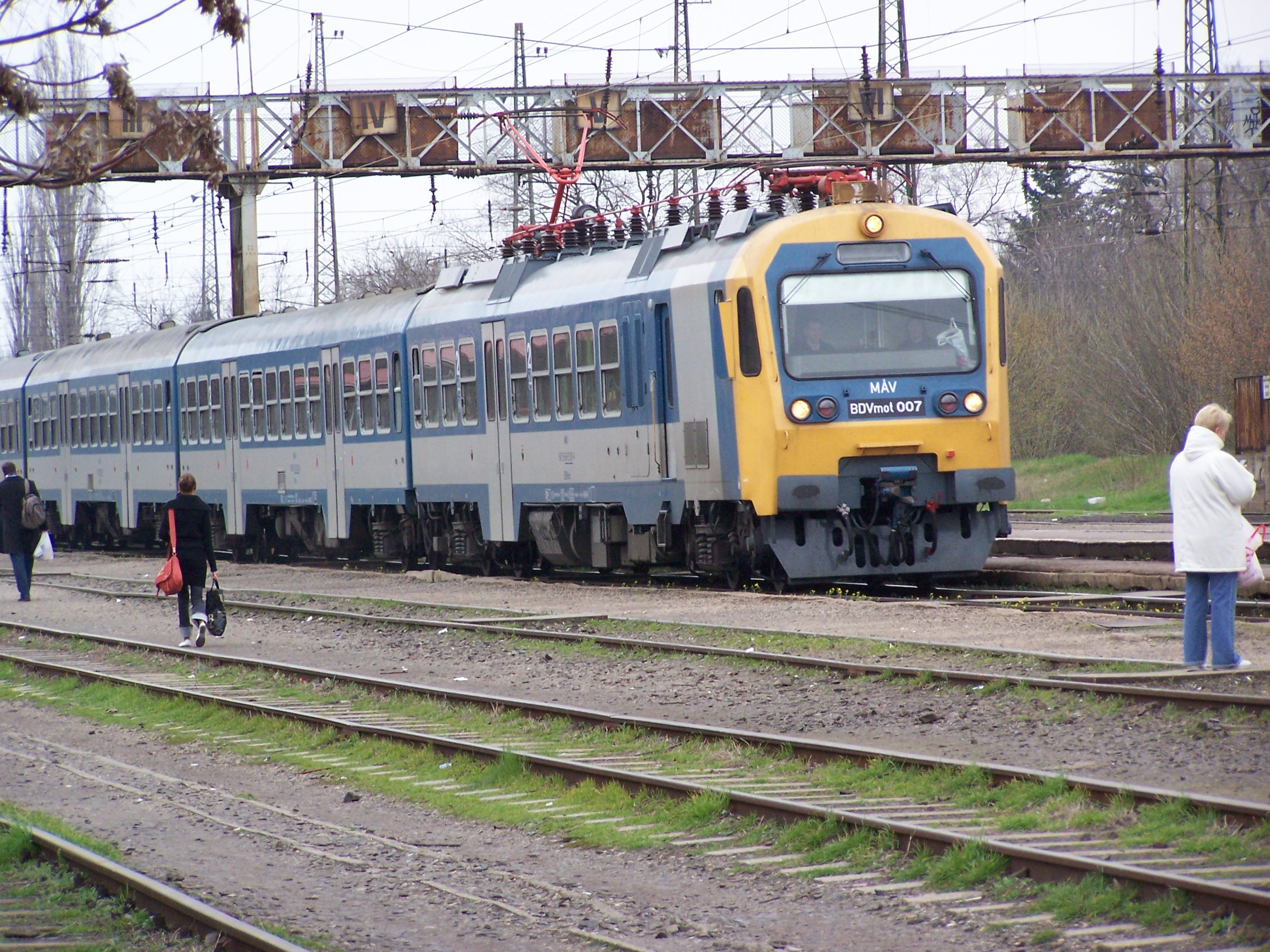
Magyar Államvasutak (MÁV)

- ÖBB-Infrastruktur Betrieb AG
- Национална компания Железопътна инфраструктура
- Správa železniční dopravní cesty (SŽDC)
- PKP Polskie Linie Kolejowe SA
- PKP Informatyka sp. z o.o.
- PKP Energetyka sp. z o.o.
- Telekomunikacja Kolejowa sp. z o.o.
- PKP Nieruchomości
- Dworce Kolejowe
- MÁV Informatika Kft.
- Železníce Slovenskej republiky (ŽSR)

## Vasúti sajtó

### Nyomtatott sajtó
- Rynek kolejowy
- Railway Market
- Technika Transportu Szynowego
- –  Indóház
- –  InterCity
- – Железнодорожник Белоруссии (Żeleznodarożnik Belorussi)
- – Nova Proga
- – Bahnorama Thurbo
- – Semafor

### Elektronikus sajtó
- http://www.zelpage.cz/
- http://upge.wn.com/?template=cheetah-photo-search/index.txt&query=railway&language_id=-1
- http://www.railcrash.com/
- https://web.archive.org/web/20070427220906/http://www.eurailpress.com/news/news.php3
- http://www.eurorailways.com/
- https://web.archive.org/web/20060315032457/http://www.railserve.com/railnews/norfolksouthern_news.html
- http://www.infobus.pl/
- http://www.railwaymarket.pl/ Archiválva 2007. szeptember 1-i dátummal a Wayback Machine-ben
- https://web.archive.org/web/20070928192722/http://www.vasutbarat.hu/
- https://web.archive.org/web/20070427134013/http://www.veke.hu/main.php
- http://tomegkozlekedes.lap.hu/
- http://vasutikocsi.freeweb.hu/
- http://www.trains.hu/
- http://vasut.lap.hu/
- https://web.archive.org/web/20100424143424/http://www.nosztalgiautazasok.hu/ Kisvasutak, nagyvasutak Magyarországon
- http://www.iho.hu
- http://www.eisenbahn-webkatalog.de/
- http://www.railpage.net/
- http://www.vlaky.net/

## Lásd még
- MÁVAG
- Magyarországi vasúttörténet